# Dreeßel
Dreeßel ist ein Ortsteil der Stadt Visselhövede im niedersächsischen Landkreis Rotenburg (Wümme). In dem Dorf leben etwa 70 Einwohner auf einer Fläche von 5,6 km².

## Geografie
Dreeßel liegt im westlichen Bereich der Stadt Visselhövede, 7,5 km westlich vom Kernort Visselhövede. In der Nähe von Dreeßel entspringt der Gohbach, ein 20 km langer rechter Zufluss der Aller.
Nachbarorte sind – von Norden aus im Uhrzeigersinn – Lüdingen, Wittorf, Visselhövede (Kernort), Jeddingen, Bleckwedel und Schafwinkel.

## Geschichte
Seit der Gebietsreform, die am 1. März 1974 in Kraft trat, ist die vorher selbstständige Gemeinde Dreeßel eine von 15 Ortschaften der Stadt Visselhövede.

## Politik
Ortsvorsteherin ist Hiltraud Bode.

## Wirtschaft und Infrastruktur

### Bildung
Bis 1961 hatte Dreeßel – mit 10-jähriger Unterbrechung von 1938 bis 1948, als die Dreeßeler Kinder die Schule in Odeweg besuchten – eine eigene Schule. 1912 war ein neues Schulgebäude errichtet worden. Die Grundschüler gehen jetzt in Jeddingen und die älteren Jahrgänge in Visselhövede zur Schule.

### Öffentliche Einrichtungen
Seit 1930 verfügt Dreeßel über einen Friedhof, auf dem auch nach der Gebietsreform die Bestattungen erfolgen.

### Verkehr
Dreeßel liegt fernab des großen Verkehrs. Die Bundesautobahn 27 verläuft 10 km entfernt südlich. Die von Bomlitz über Visselhövede nach Rotenburg (Wümme) führende Bundesstraße 440 verläuft nordöstlich, 4 km entfernt. Die Landesstraße L 171 von Visselhövede nach Verden (Aller) verläuft südlich in 2 km Entfernung.
In Dreeßel gibt es keine Straßenbezeichnungen, sondern nur Hausnummern, nach denen sich Einwohner, Postboten, Lieferanten und Besucher orientieren müssen.